# 非公開会社
非公開会社（ひこうかいかいしゃ）とは、公開会社ではない会社。閉鎖会社と呼ばれることもある。
社員の持分（株式）を取引することのできる市場が存在しない会社を指す。非公開会社の「非公開」とは持分が非公開であることを指し、多くの非公開会社の存在自体は公にされている。
日本の会社法では定款で全部の株式について譲渡制限が設けることで非公開会社を作ることができ、法文上は公開会社でない株式会社と表現される。また、イギリスの2006年会社法では非公開株式会社のほか、類似の会社形態として非公開保証有限会社がある。アメリカでは州法に株主数等による閉鎖会社の定義がある場合があるため、州によっては公開会社にも非公開会社にも当たらない中間的な会社が多数存在する。

## 概説
一般には株式を自由に譲渡できる公開会社に対し、株式を公開していない会社が非公開会社である。
日常語では株式の公開と上場が混同されることがあるが、異なる概念であり、非上場の公開会社はありうる。一方で、非公開会社は必ず非上場であり、上場企業は必ず公開会社である。
非公開会社にする利点としては、経営支配権の奪取などのリスクを避けられることなどが考えられる。
非公開会社に限らず、創業時の出資者やその関係者のみが株式を所有していて株式の自由な譲渡ができない会社を経済学では私的所有会社や閉鎖会社といい、次のような特徴がある。。
1. 会社の経営に関する決定は支配的株主（または全株主）の意向と強い関連性がある[8]。
2. 多数派株主は経営権を重視しており配当に対して興味を示すことは少ない[8]。
3. 会社の経営では形式にこだわらない業務遂行がとられる傾向がある[8]。
4. パートナーシップに似た形態であり株主は仲間となる他の株主を誰にするか発言権を持つことを欲し、株主を会社の経営陣に限定しようとする傾向がある[8]。

## 各国の非公開会社

### アメリカ
米国法では公開会社は一般的に自社の株式を異なる投資家によって広く保有されている株式会社をいい、連邦証券取引委員会等の規定により一定の開示義務が適用される会社をいう。
一方、閉鎖型の会社は閉鎖会社あるいは閉鎖的保有会社などという。アメリカでは州法で株主数などにより閉鎖会社が定義されている場合があり、一部の州ではさらに株式の譲渡制限等を閉鎖会社の要件とする州もある。そのため、公開会社の定義にも閉鎖会社の定義にも当てはまらない中間的な会社が多数ある。いくつかの州では閉鎖会社について特別法を設けている。

### イギリス
イギリスの2006年会社法のモデル定款には公開会社、非公開株式会社、非公開保証有限会社の3つがある。原則として公開会社でない会社は非公開会社である。
イギリスの非公開会社では私的手段による資金調達が許されている一方、一般人に対して直接あるいは売買を通じて会社の株式を引き受けるよう勧誘することが認められていない。非公開会社の取締役の最低員数も法律上は1人でよいとされている。

### 日本
日本の会社法では、株式会社の定款で全部の株式について譲渡制限が設けることで非公開会社を作ることができる。